# USS Miami (SSN-755)
Za druga plovila z istim imenom glejte USS Miami.
USS Miami (SSN-755) je jedrska jurišna podmornica razreda los angeles.